# Le Roy D. Downs
Le Roy Donnelly Downs (* 11. April 1900 in Danbury, Connecticut; † 18. Januar 1970 in Norwalk, Connecticut) war ein US-amerikanischer Politiker. Zwischen 1941 und 1943 vertrat er den  Bundesstaat Connecticut im US-Repräsentantenhaus.

## Werdegang
Le Roy Downs besuchte die öffentlichen Schulen seiner Heimat. Zwischen 1917 und 1918 nahm er als Corporal der US Army am Ersten Weltkrieg teil. Nach dem Krieg stieg er ab 1923 in Norwalk als Verleger in das Zeitungsgeschäft ein. Politisch wurde er Mitglied der Demokratischen Partei. Zwischen 1931 und 1938 war er Vorsitzender der Kommission, die sich mit dem Wohnungsbau für Kriegsveteranen befasste. Von 1933 bis 1940 war er Ratsschreiber (City Clerk) in Norwalk.
Bei den Kongresswahlen des Jahres 1940 wurde Downs im vierten Wahlbezirk von Connecticut in das US-Repräsentantenhaus in Washington, D.C. gewählt. Dort trat er am 3. Januar 1941 die Nachfolge des Republikaners Albert E. Austin an, den er bei der Wahl geschlagen hatte. Da er bei den Wahlen des Jahres 1942 gegen Clare Boothe Luce verlor, konnte Le Roy Downs bis zum 3. Januar 1943 nur eine Legislaturperiode im Kongress absolvieren, die von den Ereignissen des Zweiten Weltkrieges geprägt war.
Nach dem Ende seiner Zeit im US-Repräsentantenhaus arbeitete Downs wieder im Zeitungsgeschäft. Von 1943 bis 1944 war er Revisor (Comptroller) der Stadt Norwalk. Von 1944 bis 1946 war er der für das südwestliche Connecticut zuständige Direktor der Behörde zur Rekrutierung des für den Kriegseinsatz benötigten Personals. Von 1961 bis zu seinem Tod vertrat er die Veterans Administration, den Vorläufer des Kriegsveteranenministeriums, in den Staaten New York, New Jersey und Pennsylvania.